# Bullet for My Valentine/Diskografie
Diese Diskografie ist eine Übersicht über die musikalischen Werke der walisischen Metal-Band Bullet for My Valentine. Den Schallplattenauszeichnungen zufolge hat sie bisher mehr als 1,8 Millionen Tonträger verkauft. Ihre erfolgreichste Veröffentlichung ist das Debütalbum The Poison mit mehr als 800.000 verkauften Einheiten.

## Alben

### Studioalben
| Jahr | Titel Musiklabel                          | Höchstplatzierung, Gesamtwochen, AuszeichnungChartplatzierungen (Jahr, Titel, Musiklabel, Platzierungen, Wochen, Auszeichnungen, Anmerkungen) | Höchstplatzierung, Gesamtwochen, AuszeichnungChartplatzierungen (Jahr, Titel, Musiklabel, Platzierungen, Wochen, Auszeichnungen, Anmerkungen) | Höchstplatzierung, Gesamtwochen, AuszeichnungChartplatzierungen (Jahr, Titel, Musiklabel, Platzierungen, Wochen, Auszeichnungen, Anmerkungen) | Höchstplatzierung, Gesamtwochen, AuszeichnungChartplatzierungen (Jahr, Titel, Musiklabel, Platzierungen, Wochen, Auszeichnungen, Anmerkungen) | Höchstplatzierung, Gesamtwochen, AuszeichnungChartplatzierungen (Jahr, Titel, Musiklabel, Platzierungen, Wochen, Auszeichnungen, Anmerkungen) | Anmerkungen                                               |
| Jahr | Titel Musiklabel                          | DE | AT | CH | UK | US | Anmerkungen                                               |
| ---- | ----------------------------------------- | --- | --- | --- | --- | --- | --------------------------------------------------------- |
| 2005 | The Poison Trustkill Records              | DE25 Platin · (41 Wo.)DE | AT43 (19 Wo.)AT | — | UK21 Gold · (10 Wo.)UK | US128 Gold · (56 Wo.)US | Erstveröffentlichung: 3. Oktober 2005 Verkäufe: + 800.000 |
| 2008 | Scream Aim Fire Jive Records              | DE3 Gold · (19 Wo.)DE | AT3 (10 Wo.)AT | CH18 (7 Wo.)CH | UK5 Gold · (6 Wo.)UK | US4 (17 Wo.)US | Erstveröffentlichung: 28. Januar 2008 Verkäufe: + 235.000 |
| 2010 | Fever Jive Records                        | DE3 (9 Wo.)DE | AT2 (17 Wo.)AT | CH7 (6 Wo.)CH | UK5 Gold · (10 Wo.)UK | US3 (19 Wo.)US | Erstveröffentlichung: 23. April 2010 Verkäufe: + 107.500  |
| 2013 | Temper Temper RCA Records                 | DE5 (6 Wo.)DE | AT3 (6 Wo.)AT | CH9 (5 Wo.)CH | UK11 (3 Wo.)UK | US13 (9 Wo.)US | Erstveröffentlichung: 8. Februar 2013                     |
| 2015 | Venom RCA Records                         | DE2 (6 Wo.)DE | AT2 (6 Wo.)AT | CH1 (5 Wo.)CH | UK3 Silber · (4 Wo.)UK | US8 (4 Wo.)US | Erstveröffentlichung: 14. August 2015 Verkäufe: + 60.000  |
| 2018 | Gravity Spinefarm Records                 | DE7 (8 Wo.)DE | AT7 (5 Wo.)AT | CH6 (5 Wo.)CH | UK13 (2 Wo.)UK | US17 (2 Wo.)US | Erstveröffentlichung: 29. Juni 2018                       |
| 2021 | Bullet for My Valentine Spinefarm Records | DE9 (3 Wo.)DE | AT8 (1 Wo.)AT | CH11 (1 Wo.)CH | UK13 (1 Wo.)UK | US153 (1 Wo.)US | Erstveröffentlichung: 5. November 2021                    |

### EPs
| Jahr | Titel Musiklabel                           | Höchstplatzierung, Gesamtwochen, AuszeichnungChartplatzierungen (Jahr, Titel, Musiklabel, Platzierungen, Wochen, Auszeichnungen, Anmerkungen) | Höchstplatzierung, Gesamtwochen, AuszeichnungChartplatzierungen (Jahr, Titel, Musiklabel, Platzierungen, Wochen, Auszeichnungen, Anmerkungen) | Höchstplatzierung, Gesamtwochen, AuszeichnungChartplatzierungen (Jahr, Titel, Musiklabel, Platzierungen, Wochen, Auszeichnungen, Anmerkungen) | Höchstplatzierung, Gesamtwochen, AuszeichnungChartplatzierungen (Jahr, Titel, Musiklabel, Platzierungen, Wochen, Auszeichnungen, Anmerkungen) | Höchstplatzierung, Gesamtwochen, AuszeichnungChartplatzierungen (Jahr, Titel, Musiklabel, Platzierungen, Wochen, Auszeichnungen, Anmerkungen) | Anmerkungen                           |
| Jahr | Titel Musiklabel                           | DE | AT | CH | UK | US | Anmerkungen                           |
| ---- | ------------------------------------------ | --- | --- | --- | --- | --- | ------------------------------------- |
| 2005 | Hand of Blood The Poison                   | DE65 (9 Wo.)DE | — | — | — | — | Erstveröffentlichung: 2005            |
| 2006 | Hand of Blood (Live at Brixton) The Poison | DE91 (2 Wo.)DE | — | — | — | — | Erstveröffentlichung: 6. Oktober 2006 |

Weitere EPs
- 2004: Bullet for My Valentine
- 2007: Rare Cuts
- 2015: Live from Kingston

## Singles
| Jahr | Titel Album                                                  | Höchstplatzierung, Gesamtwochen, AuszeichnungChartplatzierungen (Jahr, Titel, Album, Platzierungen, Wochen, Auszeichnungen, Anmerkungen) | Höchstplatzierung, Gesamtwochen, AuszeichnungChartplatzierungen (Jahr, Titel, Album, Platzierungen, Wochen, Auszeichnungen, Anmerkungen) | Höchstplatzierung, Gesamtwochen, AuszeichnungChartplatzierungen (Jahr, Titel, Album, Platzierungen, Wochen, Auszeichnungen, Anmerkungen) | Höchstplatzierung, Gesamtwochen, AuszeichnungChartplatzierungen (Jahr, Titel, Album, Platzierungen, Wochen, Auszeichnungen, Anmerkungen) | Höchstplatzierung, Gesamtwochen, AuszeichnungChartplatzierungen (Jahr, Titel, Album, Platzierungen, Wochen, Auszeichnungen, Anmerkungen) | Anmerkungen                                             |
| Jahr | Titel Album                                                  | DE | AT | CH | UK | US | Anmerkungen                                             |
| ---- | ------------------------------------------------------------ | --- | --- | --- | --- | --- | ------------------------------------------------------- |
| 2005 | 4 Words (to Choke Upon) The Poison                           | — | — | — | UK40 (2 Wo.)UK | — | Erstveröffentlichung: 28. März 2005                     |
| 2005 | Suffocating Under Words of Sorrow (What Can I Do) The Poison | — | — | — | UK37 (2 Wo.)UK | — | Erstveröffentlichung: 29. September 2005                |
| 2006 | All These Things I Hate (Revolve Around Me) The Poison       | DE39 (17 Wo.)DE | — | — | UK29 (3 Wo.)UK | — | Erstveröffentlichung: 3. Februar 2006                   |
| 2006 | Tears Don’t Fall The Poison                                  | DE47 Gold · (9 Wo.)DE | — | — | UK37 Gold · (3 Wo.)UK | — | Erstveröffentlichung: 23. Juni 2006 Verkäufe: + 550.000 |
| 2008 | Scream Aim Fire                                              | DE58 (3 Wo.)DE | — | — | UK34 (2 Wo.)UK | — | Erstveröffentlichung: 18. Januar 2008                   |
| 2008 | Hearts Burst into Fire Scream Aim Fire                       | DE99 (1 Wo.)DE | — | — | UK66 (1 Wo.)UK | — | Erstveröffentlichung: 12. September 2008                |
| 2010 | The Last Fight Fever                                         | — | — | — | UK92 (1 Wo.)UK | — | Erstveröffentlichung: 2010                              |

Weitere Singles
- 2008: Waking the Demon
- 2010: Fever
- 2010: Your Betrayal
- 2010: Bittersweet Memories
- 2012: Temper Temper
- 2012: Riot
- 2013: Tears Don’t Fall (Part 2)
- 2013: Breaking Point
- 2013: Dirty Little Secret
- 2013: Raising Hell
- 2015: No Way Out
- 2015: You Want a Battle? (Here’s a War)
- 2015: Army of Noise
- 2015: Venom
- 2016: Worthless
- 2016: Don’t Need You
- 2018: Over It
- 2018: Piece of Me
- 2018: Letting You Go
- 2021: Knives
- 2021: Parasite
- 2021: Shatter
- 2021: Rainbow Veins
- 2022: O
- 2022: Stitches

## Videoalben und Musikvideos

### Videoalben
- 2006: The Poison – Live at Brixton
- 2009: Scream Aim Fire: Live at London Alexandria
- 2017: Live from Brixton: Chapter Two

### Musikvideos
- 2004: Hand of Blood
- 2005: 4 Words (to Choke Upon)
- 2005: Cries in Vain
- 2005: Suffocating Under Words of Sorrow (What Can I Do)
- 2006: All These Things I Hate (Revolve Around Me)
- 2006: Tears Don’t Fall
- 2007: Scream Aim Fire
- 2008: Hearts Burst into Fire
- 2008: Waking the Demon
- 2010: The Last Fight
- 2010: Your Betrayal
- 2010: Bittersweet Memories
- 2012: Temper Temper
- 2013: Riot
- 2013: P.O.W
- 2013: Breaking Point
- 2013: Raising Hell
- 2015: You Want a Battle? (Here’s a War)
- 2015: Army of Noise
- 2015: Venom
- 2016: Worthless
- 2016: Don’t Need You
- 2018: Over It
- 2018: Not Dead Yet
- 2018: Letting You Go
- 2019: Piece of Me
- 2021: Knives

## Statistik

### Chartauswertung
|                     | DE    | AT    | CH    | UK    | US    |
| ------------------- | ----- | ----- | ----- | ----- | ----- |
| Nummer-eins-Alben   | DE—DE | AT—AT | CH1CH | UK—UK | US—US |
| Top-10-Alben        | DE7DE | AT6AT | CH4CH | UK3UK | US3US |
| Alben in den Charts | DE9DE | AT7AT | CH6CH | UK7UK | US6US |

|                       | DE    | AT    | CH    | UK    | US    |
| --------------------- | ----- | ----- | ----- | ----- | ----- |
| Nummer-eins-Singles   | DE—DE | AT—AT | CH—CH | UK—UK | US—US |
| Top-10-Singles        | DE—DE | AT—AT | CH—CH | UK—UK | US—US |
| Singles in den Charts | DE4DE | AT—AT | CH—CH | UK7UK | US—US |

### Auszeichnungen für Musikverkäufe
| Goldene Schallplatte - Australien - 2011: für das Album Scream Aim Fire - Neuseeland - 2025: für das Album Fever Platin-Schallplatte - Australien - 2009: für das Videoalbum The Poison – Live at Brixton |

Anmerkung: Auszeichnungen in Ländern aus den Charttabellen bzw. Chartboxen sind in ebendiesen zu finden.
| Land/RegionAuszeichnungen für Musikverkäufe (Land/Region, Auszeichnungen, Verkäufe, Quellen) | Silber  | Gold       | Platin     | Verkäufe | Quellen           |
| -------------------------------------------------------------------------------------------- | ------- | ---------- | ---------- | -------- | ----------------- |
| Australien (ARIA)                                                                            | —       | Gold1      | Platin1    | 50.000   | aria.com.au       |
| Deutschland (BVMI)                                                                           | —       | 2× Gold2   | Platin1    | 450.000  | musikindustrie.de |
| Neuseeland (RMNZ)                                                                            | —       | Gold1      | —          | 7.500    | radioscope.co.nz  |
| Vereinigte Staaten (RIAA)                                                                    | —       | 2× Gold2   | —          | 560.000  | riaa.com          |
| Vereinigtes Königreich (BPI)                                                                 | Silber1 | 4× Gold4   | —          | 760.000  | bpi.co.uk         |
| Insgesamt                                                                                    | Silber1 | 10× Gold10 | 2× Platin2 |          |                   |